# حازم شحاته
حازم شحاته (انگلیسی: Hazem Shehata؛ زادهٔ ۲ فوریهٔ ۱۹۹۸) بازیکن فوتبال اهل قطر است.
از باشگاه‌هایی که در آن بازی کرده‌است می‌توان به باشگاه ورزشی الدحیل اشاره کرد.
وی همچنین در تیم‌های ملی فوتبال زیر ۲۳ سال قطر و قطر بازی کرده‌است.